# Рут Фукс
Рут Фукс (нім. Ruth Fuchs, до шлюбу Гамм (нім. Gamm), 14 грудня 1946, Егельн, Саксонія-Анхальт, НДР — 20 вересня 2023, Єна, Тюрингія, Німеччина) — колишня східнонімецька метальниця списа, дворазова олімпійська чемпіонка), дворазова чемпіонка Європи (1974, 1978). Німецька політична діячка.

## Біографія
Рут Гамм народилася 14 грудня 1946 року в Егельні, Саксонія-Анхальт, НДР. Почала займатися легкою атлетикою у дитячо-юнацькій спортивній школі Гюстрова. 1964 року закінчила університет.
Була найкращою метальницею списа 1970-х років і була визнана спортсменкою десятиліття за версією Track & Field News 1970-х років. Після того, як у 1970-71 роках вона посідала друге місце у світовому рейтингу, у 1973-79 роках вона займала перше місце, а в 1980 році вона посіла третє місце. Вона встановила шість світових рекордів у метанні списа та була першою жінкою-метальницею, яка перевершила дистанцію 60 метрів (1970). Її особистий рекорд склав 69,96 м (1980). Окрім золотих олімпійських медалей, Фукс була чемпіонкою Європи в 1974 та 1978 роках.
Була одружена з бігуном на середні дистанції Ульріхом Фуксом, а потім — зі своїм колишнім тренером Карлом Гельманном.
У 1994 році Фукс зізналася, що вживала стероїди під час своєї кар'єри. Її другий чоловік і тренер Карл Гельманн в Східній Німеччині вважався допінг-фахівцем.
Після закінчення кар'єри здобула докторський ступінь, була віцепрезидентом Асоціації легкоатлетів Східної Німеччини у 1984—1990 роках. Після возз'єднання Німеччини стала членом парламенту партії лівих «Die Linke» у 1990 та 1992—2002 роках, а також членом парламенту від Тюрингії у 2004 році. З 2004 до 2009 року вона була членом парламенту в Тюрінгенському Ландтазі від ПДС.